# Parkvilla
Parkvilla, tot 2012 Parkexpressie en daarvoor Expressie 70, is een cultuurcentrum in de Zuid-Hollandse plaats Alphen aan den Rijn. Er worden sinds de jaren 1970 culturele activiteiten georganiseerd. Vanaf 1989 gebeurt dat in de voormalige Wilhelminaschool in Park Rijnstroom. De kunstinstelling trekt jaarlijks zo'n 55.000 bezoekers.
Parkvilla is ontstaan uit drie initiatieven, Parkexpressie, Parktheater en het Filmhuis. 
- Expressie: cursussen en workshops om bezoekers actief en/of passief deel te laten nemen aan creatieve- en cultureel kunstzinnige activiteiten.
- Filmhuis: vertoning van onder meer arthousefilm (cross-overfilm) en documentaires. Er is een kleine zaal met 73, en een grote zaal met 214 zitplaatsen.
- Theater: een programma met theater, muziek en lezingen in de grote zaal.

Verder organiseert Parkvilla jaarlijks Parkkunst, het Koningsdagfestival in Alphen aan den Rijn en het theaterfestival Konijn aan den Rijn voor kinderen tot 10 jaar.
Huisgenoten van Parkvilla zijn Productiehuis Alphen, Jeugdtheaterhuis Alphen, Alphoto, Serious Music en Junis.